# Ormens väg på hälleberget
Ormens väg på hälleberget är en roman av Torgny Lindgren från 1982. Romanen blev Torgny Lindgrens definitiva genombrott som författare, översattes till flera språk och blev en stor framgång både publik- och kritikermässigt. Den anknyter till den bonde- och arbetarromantiska litteratur som präglade delar av 1970- och 1980-talen, med verk som Samuels bok, Musikanternas uttåg och Nabots sten (ur Jernbanesviten) som exempel. Boken är relativt kort (153 sidor i pocketupplagan). Språket har inslag av språket i Karl XII:s bibel och i religiös litteratur, och vissa inslag av dialekt. Titeln är ett bibelcitat (Ordspråksboken 30:18-19, 1703 års version) och ett talesätt.
Romanen är en av titlarna i boken Tusen svenska klassiker (2009).

## Handling
Romanen utspelar sig i den fiktiva orten Kullmyrliden längs Vindelälven i Västerbottens inland under andra halvan av 1800-talet. Huvudpersonen Johan Johansson, "Jani", föds 1849 som äldste sonen i en torparfamilj där morfadern på grund av bristande affärssinne blivit av med äganderätten till sitt hemman till ortens handelsman Ol Karlsa. När morfadern och senare även huvudpersonens far dör står familjen utan egentlig försörjning, och handelsmannen Ol Karlsa väljer då att kräva in arrendet för hemmanet genom att begära sexuella tjänster av huvudpersonens moder Tea. Efter det att Ol Karlsa avlidit fortsätter hans son Karl Orsa att kräva in arrendet på samma sätt, till en början av Tea men senare även av Teas dotter Eva (som också är hans halvsyster) och efter hennes död i barnsäng av huvudpersonen Janis hustru Johanna. 

### Slut
Romanen slutar med att Karl Orsa omkommer i ett jordskred, tillsammans med huvudpersonens hustru och barn.

## Filmatisering
Romanen filmatiserades 1986 i regi av Bo Widerberg med Stina Ekblad och Stellan Skarsgård i huvudrollerna. För filmen, se Ormens väg på hälleberget (film).

### Fotnoter
1. ↑  Gradvall et al 2009, nr. 613